# 1762 w polityce
Wydarzenia polityczne w 1762 roku.
- 4 stycznia - Wojna siedmioletnia: Wielka Brytania wypowiedziała wojnę Hiszpanii[1].
- 6 października - Wojna siedmioletnia: wojska brytyjskie dowodzone przez gen. Williama Drapera zdobyły Manilę[2].

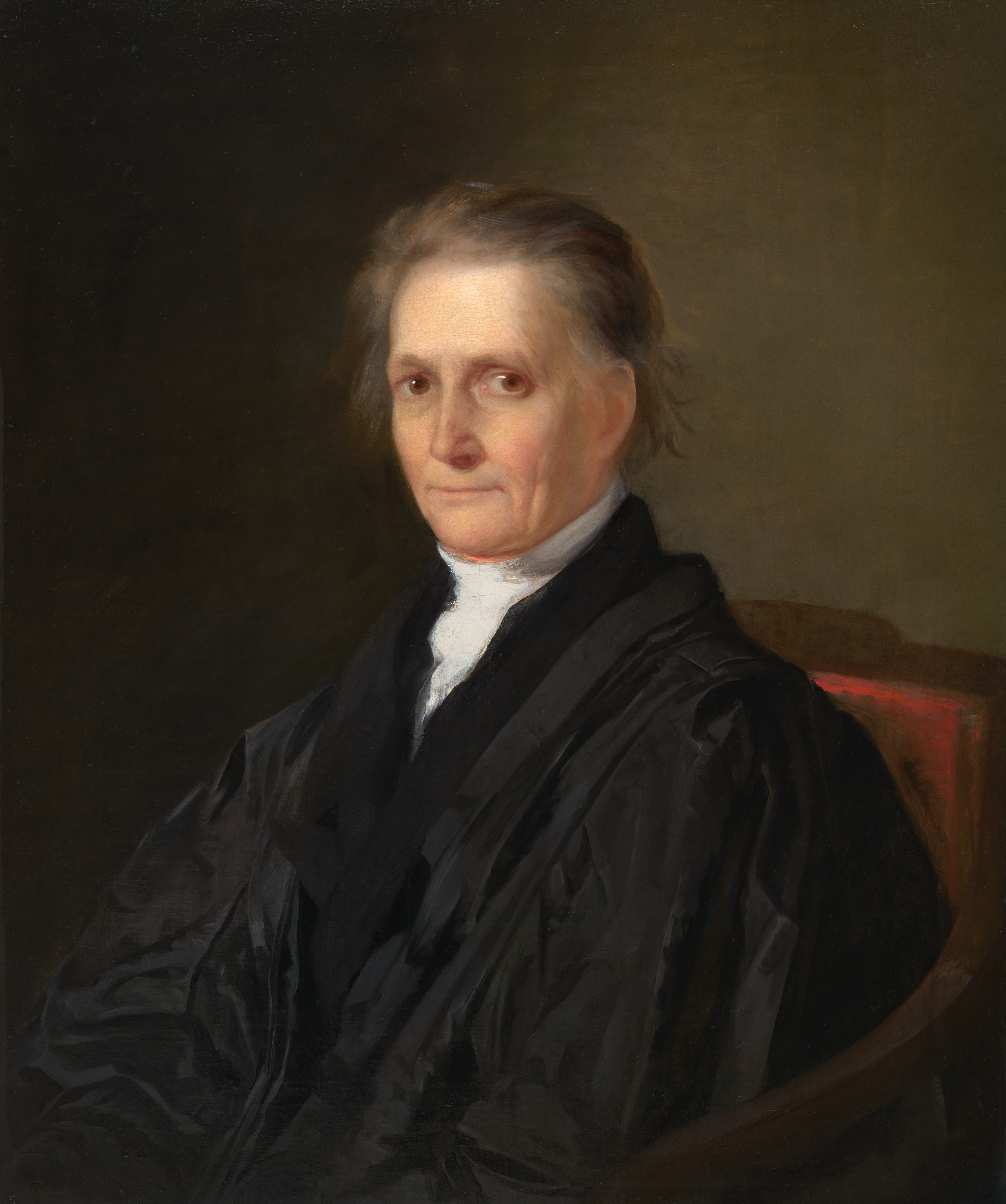
Bushrod Washington

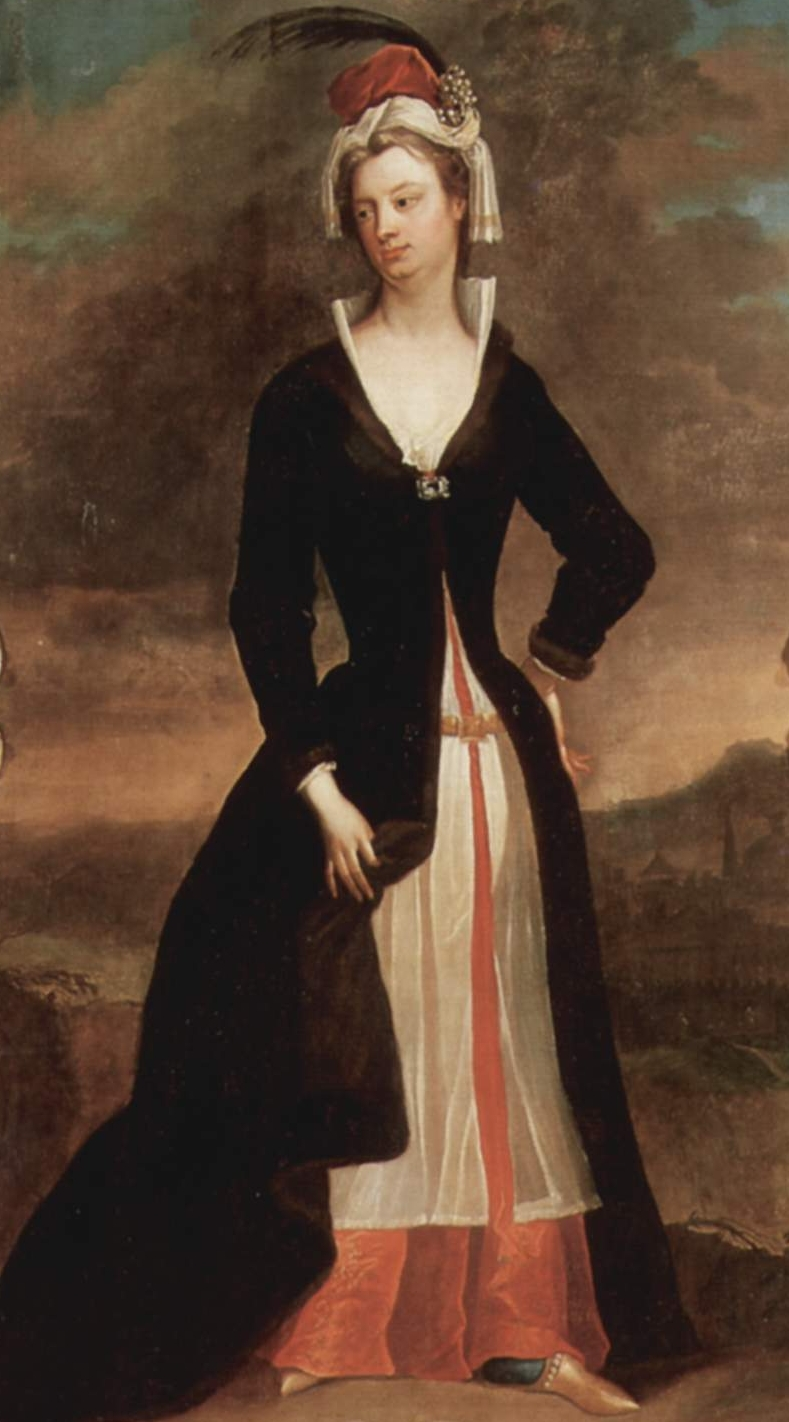
Mary Wortley Montagu

## Urodzili się
- 5 czerwca Bushrod Washington, amerykański prawnik, sędzia sądu najwyższego[3].
- 12 lipca James Ross, amerykański senator[4].
- 12 sierpnia Jerzy IV Hanowerski, król Wielkiej Brytanii[5].

## Zmarli
- 21 sierpnia Mary Wortley Montagu, angielska arystokratka, pisarka, propagatorka szczepień przeciwko ospie[6].